# Saison 2020-2021 des Grizzlies de Memphis
La saison 2020-2021 des Grizzlies de Memphis est la 26e saison de la franchise en National Basketball Association (NBA) et la 20e saison dans la ville de Memphis.
Le 10 mai 2021, les Grizzlies se qualifient pour le play-in tournament. Ils affrontent au premier affrontement, les Spurs de San Antonio, avant d'éliminer les Warriors de Golden State de la course aux playoffs. La franchise se qualifie pour la première fois en playoffs, depuis la saison 2016-2017.
Lors du premier tour des playoffs, la franchise s'incline face à la tête de série de la conférence Ouest, le Jazz de l'Utah, en cinq matchs après avoir remporté le premier match de la série,.

## Draft
| Tour | Choix | Joueur            | Poste | Nationalité | Provenance                    |
| ---- | ----- | ----------------- | ----- | ----------- | ----------------------------- |
| 2    | 40    | Robert Woodard II | SG    | États-Unis  | Bulldogs de Mississippi State |

## Matchs

### Pré-saison
| Pré-saison Total: 3-1 (Domicile : 1-1; Extérieur : 2-0) |

| Match | Date match  | Équipe      | Score     | Meilleur marqueur      | Meilleur rebondeur     | Meilleur passeur | Lieux         | Série |
| ----- | ----------- | ----------- | --------- | ---------------------- | ---------------------- | ---------------- | ------------- | ----- |
| 1     | 12 décembre | @ Minnesota | V 107-105 | Ja Morant (20)         | Jonas Valančiūnas (9)  | Ja Morant (11)   | Target Center | 1 - 0 |
| 2     | 14 décembre | @ Minnesota | V 123-104 | Jonas Valančiūnas (22) | Kyle Anderson (8)      | Ja Morant (7)    | Target Center | 2 - 0 |
| 3     | 17 décembre | Atlanta     | V 128-106 | Dillon Brooks (24)     | Jonas Valančiūnas (13) | Ja Morant (13)   | FedExForum    | 3 - 0 |
| 4     | 19 décembre | Atlanta     | D 116-117 | Dillon Brooks (17)     | Jonas Valančiūnas (9)  | Ja Morant (8)    | FedExForum    | 3 - 1 |

### Saison régulière
| Saison régulière Total: 38-34 (Domicile : 18-18; Extérieur : 20-16) |

| Match | Date match  | Équipe      | Score          | Meilleur marqueur      | Meilleur rebondeur     | Meilleur passeur  | Lieux           | Série |
| ----- | ----------- | ----------- | -------------- | ---------------------- | ---------------------- | ----------------- | --------------- | ----- |
| 1     | 23 décembre | San Antonio | D 119-131      | Ja Morant (44)         | Jonas Valančiūnas (13) | Ja Morant (9)     | FedExForum      | 0 - 1 |
| 2     | 26 décembre | Atlanta     | D 112-122      | Ja Morant (28)         | Kyle Anderson (14)     | Ja Morant (7)     | FedExForum      | 0 - 2 |
| 3     | 28 décembre | @ Brooklyn  | V 116-111 (OT) | Kyle Anderson (28)     | Jonas Valančiūnas (14) | Brooks, Jones (4) | Barclays Center | 1 - 2 |
| 4     | 30 décembre | @ Boston    | D 107-126      | Jonas Valančiūnas (20) | Jonas Valančiūnas (11) | Kyle Anderson (9) | TD Garden       | 1 - 3 |

| Match                                                                                           | Date match  | Équipe        | Score     | Meilleur marqueur      | Meilleur rebondeur      | Meilleur passeur  | Lieux                      | Série |
| ----------------------------------------------------------------------------------------------- | ----------- | ------------- | --------- | ---------------------- | ----------------------- | ----------------- | -------------------------- | ----- |
| 5                                                                                               | 1er janvier | @ Charlotte   | V 108-93  | Dillon Brooks (21)     | Kyle Anderson (11)      | Tyus Jones (12)   | Spectrum Center            | 2 - 3 |
| 6                                                                                               | 3 janvier   | L.A. Lakers   | D 94-108  | Kyle Anderson (18)     | Jonas Valančiūnas (10)  | Dillon Brooks (5) | FedExForum                 | 2 - 4 |
| 7                                                                                               | 5 janvier   | L.A. Lakers   | D 92-94   | Trois joueurs (13)     | Jonas Valančiūnas (11)  | Tyus Jones (8)    | FedExForum                 | 2 - 5 |
| 8                                                                                               | 7 janvier   | Cleveland     | D 90-94   | Jonas Valančiūnas (17) | Jonas Valančiūnas (10)  | Tyus Jones (6)    | FedExForum                 | 2 - 6 |
| 9                                                                                               | 8 janvier   | Brooklyn      | V 115-110 | Dillon Brooks (24)     | Brandon Clarke (8)      | Tyus Jones (10)   | FedExForum                 | 3 - 6 |
| 10                                                                                              | 11 janvier  | @ Cleveland   | V 101-91  | Dillon Brooks (21)     | Brooks, Valančiūnas (7) | Kyle Anderson (9) | Rocket Mortgage FieldHouse | 4 - 6 |
| 11                                                                                              | 13 janvier  | @ Minnesota   | V 118-107 | Jonas Valančiūnas (24) | Jonas Valančiūnas (16)  | Tyus Jones (7)    | Target Center              | 5 - 6 |
| -                                                                                               | 15 janvier  | @ Minnesota   | Reporté*  | Reporté*               | Reporté*                | Reporté*          | Target Center              | -     |
| 12                                                                                              | 16 janvier  | Philadelphie  | V 106-104 | Ja Morant (17)         | Brandon Clarke (11)     | Ja Morant (6)     | FedExForum                 | 6 - 6 |
| 13                                                                                              | 18 janvier  | Phoenix       | V 108-104 | Brandon Clarke (17)    | Kyle Anderson (8)       | Ja Morant (10)    | FedExForum                 | 7 - 6 |
| -                                                                                               | 20 janvier  | @ Portland    | Reporté*  | Reporté*               | Reporté*                | Reporté*          | Moda Center                | -     |
| -                                                                                               | 22 janvier  | @ Portland    | Reporté*  | Reporté*               | Reporté*                | Reporté*          | Moda Center                | -     |
| -                                                                                               | 24 janvier  | Sacramento    | Reporté*  | Reporté*               | Reporté*                | Reporté*          | FedExForum                 | -     |
| -                                                                                               | 25 janvier  | Sacramento    | Reporté*  | Reporté*               | Reporté*                | Reporté*          | FedExForum                 | -     |
| -                                                                                               | 27 janvier  | Chicago       | Reporté*  | Reporté*               | Reporté*                | Reporté*          | FedExForum                 | -     |
| 14                                                                                              | 30 janvier  | @ San Antonio | V 129-112 | De'Anthony Melton (20) | Dieng, Konchar (7)      | Ja Morant (11)    | AT&T Center                | 8 - 6 |
| * Les matchs ont été reportés à la suite du protocole sanitaire de la ligue contre la covid-19. |             |               |           |                        |                         |                   |                            |       |

| Match | Date match  | Équipe                | Score     | Meilleur marqueur       | Meilleur rebondeur     | Meilleur passeur      | Lieux                    | Série   |
| ----- | ----------- | --------------------- | --------- | ----------------------- | ---------------------- | --------------------- | ------------------------ | ------- |
| 15    | 1er février | @ San Antonio         | V 133-102 | Gorgui Dieng (19)       | Dieng, Tillman (9)     | Tyus Jones (14)       | AT&T Center              | 9 - 6   |
| 16    | 2 février   | @ Indiana             | D 116-134 | Dillon Brooks (25)      | Dieng, Konchar (6)     | De'Anthony Melton (6) | Bankers Life Fieldhouse  | 9 - 7   |
| 17    | 4 février   | Houston               | D 103-115 | Desmond Bane (16)       | Xavier Tillman (10)    | Tyus Jones (8)        | FedExForum               | 9 - 8   |
| 18    | 6 février   | @ La Nouvelle-Orléans | D 109-118 | Jonas Valančiūnas (23)  | Xavier Tillman (8)     | Ja Morant (9)         | Smoothie King Center     | 9 - 9   |
| 19    | 8 février   | Toronto               | D 113-128 | Jonas Valančiūnas (27)  | Jonas Valančiūnas (20) | Ja Morant (9)         | FedExForum               | 9 - 10  |
| 20    | 10 février  | Charlotte             | V 130-114 | Kyle Anderson (27)      | Jonas Valančiūnas (15) | Ja Morant (11)        | FedExForum               | 10 - 10 |
| 21    | 12 février  | @ L.A. Lakers         | D 105-115 | Grayson Allen (23)      | Jonas Valančiūnas (8)  | Ja Morant (10)        | Staples Center           | 10 - 11 |
| 22    | 14 février  | @ Sacramento          | V 124-110 | Jonas Valančiūnas (25)  | Jonas Valančiūnas (13) | Ja Morant (10)        | Golden 1 Center          | 11 - 11 |
| 23    | 16 février  | La Nouvelle-Orléans   | D 113-144 | Ja Morant (28)          | Ja Morant (7)          | Ja Morant (8)         | FedExForum               | 11 - 12 |
| 24    | 17 février  | Oklahoma City         | V 122-113 | Allen, Valančiūnas (22) | Jonas Valančiūnas (12) | Ja Morant (12)        | FedExForum               | 12 - 12 |
| 25    | 19 février  | Détroit               | V 109-95  | Ja Morant (29)          | Jonas Valančiūnas (15) | Grayson Allen (6)     | FedExForum               | 13 - 12 |
| 26    | 20 février  | Phoenix               | D 97-128  | Gorgui Dieng (15)       | Jonas Valančiūnas (12) | Ja Morant (5)         | FedExForum               | 13 - 13 |
| 27    | 22 février  | @ Dallas              | D 92-102  | Ja Morant (22)          | Jonas Valančiūnas (15) | Ja Morant (9)         | American Airlines Center | 13 - 14 |
| 28    | 25 février  | L.A. Clippers         | V 122-94  | Tyus Jones (20)         | Jonas Valančiūnas (15) | Ja Morant (7)         | FedExForum               | 14 - 14 |
| 29    | 26 février  | L.A. Clippers         | D 99-119  | Jonas Valančiūnas (22)  | Jonas Valančiūnas (11) | Ja Morant (5)         | FedExForum               | 14 - 15 |
| 30    | 28 février  | @ Houston             | V 133-84  | Justise Winslow (20)    | Brandon Clarke (12)    | Ja Morant (7)         | Toyota Center            | 15 - 15 |

| Match                  | Date match | Équipe          | Score          | Meilleur marqueur        | Meilleur rebondeur     | Meilleur passeur     | Lieux                   | Série   |
| ---------------------- | ---------- | --------------- | -------------- | ------------------------ | ---------------------- | -------------------- | ----------------------- | ------- |
| 31                     | 2 mars     | @ Washington    | V 125-111      | Ja Morant (35)           | Jonas Valančiūnas (16) | Ja Morant (10)       | Capital One Arena       | 16 - 15 |
| 32                     | 4 mars     | Milwaukee       | D 111-112      | Ja Morant (35)           | Jonas Valančiūnas (12) | Dillon Brooks (7)    | FedExForum              | 16 - 16 |
| NBA All-Star Game 2021 |            |                 |                |                          |                        |                      |                         |         |
| 33                     | 10 mars    | Washington      | V 127-112      | Jonas Valančiūnas (29)   | Jonas Valančiūnas (20) | Ja Morant (10)       | FedExForum              | 17 - 16 |
| 34                     | 12 mars    | Denver          | D 102-103      | Brooks, Clarke (20)      | Jonas Valančiūnas (11) | Ja Morant (9)        | FedExForum              | 17 - 17 |
| 35                     | 14 mars    | @ Oklahoma City | D 122-128      | Ja Morant (22)           | Jonas Valančiūnas (14) | Ja Morant (7)        | Chesapeake Energy Arena | 17 - 18 |
| 36                     | 15 mars    | @ Phoenix       | D 99-122       | Jonas Valančiūnas (24)   | Jonas Valančiūnas (17) | Allen, Morant (4)    | PHX Arena               | 17 - 19 |
| 37                     | 17 mars    | Miami           | V 89-85        | Trois joueurs (13)       | Jonas Valančiūnas (12) | Melton, Morant (6)   | FedExForum              | 18 - 19 |
| 38                     | 19 mars    | Golden State    | D 103-116      | Allen, Morant (14)       | Jonas Valančiūnas (16) | Tyus Jones (7)       | FedExForum              | 18 - 20 |
| 39                     | 20 mars    | Golden State    | V 111-103      | Brooks, Valančiūnas (19) | Jonas Valančiūnas (15) | Ja Morant (8)        | FedExForum              | 19 - 20 |
| 40                     | 22 mars    | Boston          | V 132-126 (OT) | Ja Morant (29)           | Jonas Valančiūnas (19) | Ja Morant (9)        | FedExForum              | 20 - 20 |
| 41                     | 24 mars    | @ Oklahoma City | V 116-107      | Dillon Brooks (25)       | Jonas Valančiūnas (15) | Ja Morant (7)        | Chesapeake Energy Arena | 21 - 20 |
| 42                     | 26 mars    | @ Utah          | D 114-117      | Ja Morant (32)           | Jonas Valančiūnas (18) | Ja Morant (11)       | Vivint Smart Home Arena | 21 - 21 |
| 43                     | 27 mars    | @ Utah          | D 110-126      | Kyle Anderson (16)       | Jonas Valančiūnas (11) | Anderson, Morant (4) | Vivint Smart Home Arena | 21 - 22 |
| 44                     | 29 mars    | @ Houston       | V 120-110      | Jonas Valančiūnas (30)   | Jonas Valančiūnas (15) | Ja Morant (8)        | Toyota Center           | 22 - 22 |
| 45                     | 31 mars    | Utah            | D 107-111      | Ja Morant (36)           | Jonas Valančiūnas (14) | Ja Morant (7)        | FedExForum              | 22 - 23 |

| Match | Date match | Équipe          | Score           | Meilleur marqueur      | Meilleur rebondeur        | Meilleur passeur      | Lieux                   | Série   |
| ----- | ---------- | --------------- | --------------- | ---------------------- | ------------------------- | --------------------- | ----------------------- | ------- |
| 46    | 2 avril    | Minnesota       | V 120-108       | Jonas Valančiūnas (19) | Jonas Valančiūnas (11)    | Anderson, Morant (7)  | FedExForum              | 23 - 23 |
| 47    | 4 avril    | @ Philadelphie  | V 116-100       | Dillon Brooks (17)     | Jonas Valančiūnas (12)    | Ja Morant (10)        | Wells Fargo Center      | 24 - 23 |
| 48    | 6 avril    | @ Miami         | V 124-112       | Dillon Brooks (28)     | Jonas Valančiūnas (10)    | Anderson, Konchar (6) | American Airlines Arena | 25 - 23 |
| 49    | 7 avril    | @ Atlanta       | V 131-113       | Grayson Allen (30)     | Jonas Valančiūnas (11)    | Ja Morant (7)         | State Farm Arena        | 26 - 23 |
| 50    | 9 avril    | @ New York      | D 129-133 (OT)  | Ja Morant (26)         | Jonas Valančiūnas (14)    | Ja Morant (6)         | Madison Square Garden   | 26 - 24 |
| 51    | 11 avril   | Indiana         | D 125-132       | Jonas Valančiūnas (34) | Jonas Valančiūnas (22)    | Ja Morant (6)         | FedExForum              | 26 - 25 |
| 52    | 12 avril   | Chicago         | V 101-90        | Jonas Valančiūnas (26) | Jonas Valančiūnas (14)    | Ja Morant (10)        | FedExForum              | 27 - 25 |
| 53    | 14 avril   | Dallas          | D 113-114       | Grayson Allen (23)     | Jonas Valančiūnas (15)    | Trois joueurs (5)     | FedExForum              | 27 - 26 |
| 54    | 16 avril   | @ Chicago       | V 126-115       | Dillon Brooks (32)     | Kyle Anderson (11)        | Anderson, Jones (7)   | United Center           | 28 - 26 |
| 55    | 17 avril   | @ Milwaukee     | V 128-115       | Grayson Allen (26)     | Anderson, Valančiūnas (8) | Kyle Anderson (8)     | Fiserv Forum            | 29 - 26 |
| 56    | 19 avril   | @ Denver        | D 137-139 (2OT) | Ja Morant (36)         | Xavier Tillman (14)       | Ja Morant (12)        | Ball Arena              | 29 - 27 |
| 57    | 21 avril   | @ L.A. Clippers | D 105-117       | Ja Morant (22)         | Xavier Tillman (12)       | Ja Morant (4)         | Staples Center          | 29 - 28 |
| 58    | 23 avril   | @ Portland      | V 130-128       | Ja Morant (33)         | Kyle Anderson (8)         | Ja Morant (13)        | Moda Center             | 30 - 28 |
| 59    | 25 avril   | @ Portland      | V 120-113       | Ja Morant (28)         | Jonas Valančiūnas (10)    | De'Anthony Melton (6) | Moda Center             | 31 - 28 |
| 60    | 26 avril   | @ Denver        | D 96-120        | Ja Morant (27)         | Anderson, Jackson Jr. (7) | Ja Morant (6)         | Ball Arena              | 31 - 29 |
| 61    | 28 avril   | Portland        | D 109-130       | Jonas Valančiūnas (19) | Brandon Clarke (10)       | Ja Morant (8)         | FedExForum              | 31 - 30 |
| 62    | 30 avril   | Orlando         | V 92-75         | Dillon Brooks (20)     | Jonas Valančiūnas (15)    | Ja Morant (6)         | FedExForum              | 32 - 30 |

| Match | Date match | Équipe              | Score     | Meilleur marqueur      | Meilleur rebondeur     | Meilleur passeur     | Lieux                | Série   |
| ----- | ---------- | ------------------- | --------- | ---------------------- | ---------------------- | -------------------- | -------------------- | ------- |
| 63    | 1er mai    | @ Orlando           | D 111-112 | Dillon Brooks (23)     | Jonas Valančiūnas (16) | Ja Morant (7)        | Amway Center         | 32 - 31 |
| 64    | 3 mai      | New York            | D 104-118 | Dillon Brooks (25)     | Jonas Valančiūnas (16) | Kyle Anderson (7)    | FedExForum           | 32 - 32 |
| 65    | 5 mai      | @ Minnesota         | V 139-135 | Ja Morant (37)         | Brandon Clarke (10)    | Ja Morant (10)       | Target Center        | 33 - 32 |
| 66    | 6 mai      | @ Détroit           | D 97-111  | Ja Morant (20)         | Jonas Valančiūnas (16) | Anderson, Morant (5) | Little Caesars Arena | 33 - 33 |
| 67    | 8 mai      | @ Toronto           | V 109-99  | Jaren Jackson Jr. (20) | Jonas Valančiūnas (21) | Ja Morant (6)        | Amalie Arena         | 34 - 33 |
| 68    | 10 mai     | La Nouvelle-Orléans | V 115-110 | Dillon Brooks (23)     | Jonas Valančiūnas (11) | Ja Morant (12)       | FedExForum           | 35 - 33 |
| 69    | 11 mai     | Dallas              | V 133-104 | Ja Morant (24)         | Brandon Clarke (9)     | Ja Morant (8)        | FedExForum           | 36 - 33 |
| 70    | 13 mai     | Sacramento          | V 116-110 | Dillon Brooks (30)     | Jonas Valančiūnas (13) | Kyle Anderson (9)    | FedExForum           | 37 - 33 |
| 71    | 14 mai     | Sacramento          | V 107-106 | Justise Winslow (25)   | Justise Winslow (13)   | Tim Frazier (7)      | FedExForum           | 38 - 33 |
| 72    | 16 mai     | @ Golden State      | D 101-113 | Jonas Valančiūnas (29) | Jonas Valančiūnas (16) | Ja Morant (9)        | Chase Center         | 38 - 34 |

### Play-in tournament
| Play-in Total: 2-0 (Domicile : 1-0; Extérieur : 1-0) |

| Match | Date match | Équipe      | Score    | Meilleur marqueur  | Meilleur rebondeur     | Meilleur passeur | Lieux       | Série |
| ----- | ---------- | ----------- | -------- | ------------------ | ---------------------- | ---------------- | ----------- | ----- |
| 1     | 19 mai     | San Antonio | V 100-96 | Dillon Brooks (24) | Jonas Valančiūnas (23) | Ja Morant (6)    | FedEx Forum | 1 - 0 |

| Match | Date match | Équipe         | Score          | Meilleur marqueur | Meilleur rebondeur     | Meilleur passeur     | Lieux        | Série |
| ----- | ---------- | -------------- | -------------- | ----------------- | ---------------------- | -------------------- | ------------ | ----- |
| 1     | 21 mai     | @ Golden State | V 117-112 (OT) | Ja Morant (35)    | Jonas Valančiūnas (12) | Anderson, Morant (6) | Chase Center | 1 - 0 |

### Playoffs
| Playoffs Total: 1-4 (Domicile : 0-2; Extérieur : 1-2) |

| Match | Date match | Équipe | Score     | Meilleur marqueur  | Meilleur rebondeur         | Meilleur passeur | Lieux                   | Série |
| ----- | ---------- | ------ | --------- | ------------------ | -------------------------- | ---------------- | ----------------------- | ----- |
| 1     | 23 mai     | @ Utah | V 112-109 | Dillon Brooks (31) | Jonas Valančiūnas (12)     | Ja Morant (4)    | Vivint Smart Home Arena | 1 - 0 |
| 2     | 26 mai     | @ Utah | D 129-141 | Ja Morant (47)     | Anderson, Valančiūnas (6)  | Ja Morant (7)    | Vivint Smart Home Arena | 1 - 1 |
| 3     | 29 mai     | Utah   | D 111-121 | Ja Morant (28)     | Anderson, Valančiūnas (13) | Ja Morant (7)    | FedExForum              | 1 - 2 |
| 4     | 31 mai     | Utah   | D 113-120 | Ja Morant (23)     | Jonas Valančiūnas (12)     | Ja Morant (12)   | FedExForum              | 1 - 3 |
| 5     | 2 juin     | @ Utah | D 110-126 | Dillon Brooks (27) | Jackson Jr., Morant (7)    | Ja Morant (11)   | Vivint Smart Home Arena | 1 - 4 |

### Confrontations en saison régulière
| Conférence Est      | Conférence Est                              | Conférence Est                              | Conférence Ouest                            | Conférence Ouest                            | Conférence Ouest                            | Conférence Ouest                            | Conférence Ouest                            |
| Division Atlantique | Division Atlantique                         | Division Atlantique                         | Division Nord-Ouest                         | Division Nord-Ouest                         | Division Nord-Ouest                         | Division Nord-Ouest                         | Division Nord-Ouest                         |
| Équipe              | Domicile                                    | Extérieur                                   | Équipe                                      | Domicile                                    | Domicile                                    | Extérieur                                   | Extérieur                                   |
| ------------------- | ------------------------------------------- | ------------------------------------------- | ------------------------------------------- | ------------------------------------------- | ------------------------------------------- | ------------------------------------------- | ------------------------------------------- |
| Boston              | 132-126 (OT)                                | 107-126                                     | Denver                                      | 102-103                                     |                                             | 137-139 (2OT)                               | 96-120                                      |
| Brooklyn            | 115-110                                     | 116-111 (OT)                                | Minnesota                                   | 120-108                                     |                                             | 118-107                                     | 139-135                                     |
| New York            | 104-118                                     | 129-133 (OT)                                | Oklahoma City                               | 122-113                                     |                                             | 122-128                                     | 116-107                                     |
| Philadelphie        | 106-104                                     | 116-100                                     | Portland                                    | 109-130                                     |                                             | 130-128                                     | 120-113                                     |
| Toronto             | 113-128                                     | 109-99                                      | Utah                                        | 107-111                                     |                                             | 114-117                                     | 110-126                                     |
|                     | 3–2                                         | 3–2                                         |                                             | 2–3                                         | 2–3                                         | 5–5                                         | 5–5                                         |
| Division            | 6–4                                         | 6–4                                         | Division                                    | 7–8                                         | 7–8                                         | 7–8                                         | 7–8                                         |
| Division Centrale   | Division Centrale                           | Division Centrale                           | Division Pacifique                          | Division Pacifique                          | Division Pacifique                          | Division Pacifique                          | Division Pacifique                          |
| Équipe              | Domicile                                    | Extérieur                                   | Équipe                                      | Domicile                                    | Domicile                                    | Extérieur                                   | Extérieur                                   |
| Chicago             | 101-90                                      | 126-115                                     | Golden State                                | 103-116                                     | 111-103                                     | 101-113                                     |                                             |
| Cleveland           | 90-94                                       | 101-91                                      | L.A. Clippers                               | 122-94                                      | 99-119                                      | 105-117                                     |                                             |
| Detroit             | 109-95                                      | 97-111                                      | L.A. Lakers                                 | 94-108                                      | 92-94                                       | 105-115                                     |                                             |
| Indiana             | 125-132                                     | 116-134                                     | Phoenix                                     | 108-104                                     | 97-128                                      | 99-122                                      |                                             |
| Milwaukee           | 111-112                                     | 128-115                                     | Sacramento                                  | 116-110                                     | 107-106                                     | 124-110                                     |                                             |
|                     | 2–3                                         | 3–2                                         |                                             | 5–5                                         | 5–5                                         | 1–4                                         | 1–4                                         |
| Division            | 5–5                                         | 5–5                                         | Division                                    | 6–9                                         | 6–9                                         | 6–9                                         | 6–9                                         |
| Division Sud-Est    | Division Sud-Est                            | Division Sud-Est                            | Division Sud-Ouest                          | Division Sud-Ouest                          | Division Sud-Ouest                          | Division Sud-Ouest                          | Division Sud-Ouest                          |
| Équipe              | Domicile                                    | Extérieur                                   | Équipe                                      | Domicile                                    | Domicile                                    | Extérieur                                   | Extérieur                                   |
| Atlanta             | 112-122                                     | 131-113                                     | Dallas                                      | 113-114                                     | 133-104                                     | 92-102                                      |                                             |
| Charlotte           | 130-114                                     | 108-93                                      | Houston                                     | 103-115                                     |                                             | 133-84                                      | 120-110                                     |
| Miami               | 89-85                                       | 124-112                                     |                                             |                                             |                                             |                                             |                                             |
| Orlando             | 92-75                                       | 111-112                                     | New Orleans                                 | 113-144                                     | 115-110                                     | 109-118                                     |                                             |
| Washington          | 127-112                                     | 125-111                                     | San Antonio                                 | 119-131                                     |                                             | 129-112                                     | 133-102                                     |
|                     | 4–1                                         | 4–1                                         |                                             | 2–4                                         | 2–4                                         | 4–2                                         | 4–2                                         |
| Division            | 8–2                                         | 8–2                                         | Division                                    | 6–6                                         | 6–6                                         | 6–6                                         | 6–6                                         |
| Conférence          | 19–11 (Domicile : 9–6; Extérieur : 10–5)    | 19–11 (Domicile : 9–6; Extérieur : 10–5)    | Conférence                                  | 19–23 (Domicile : 9–12; Extérieur : 10–11)  | 19–23 (Domicile : 9–12; Extérieur : 10–11)  | 19–23 (Domicile : 9–12; Extérieur : 10–11)  | 19–23 (Domicile : 9–12; Extérieur : 10–11)  |
| Total               | 38–34 (Domicile : 18–18; Extérieur : 20–16) | 38–34 (Domicile : 18–18; Extérieur : 20–16) | 38–34 (Domicile : 18–18; Extérieur : 20–16) | 38–34 (Domicile : 18–18; Extérieur : 20–16) | 38–34 (Domicile : 18–18; Extérieur : 20–16) | 38–34 (Domicile : 18–18; Extérieur : 20–16) | 38–34 (Domicile : 18–18; Extérieur : 20–16) |

## Classements
| Conférence Ouest | Conférence Ouest                    | Conférence Ouest | Conférence Ouest | Conférence Ouest | Conférence Ouest | Conférence Ouest | Conférence Ouest |
| No               | Franchise                           | Vic.             | Def.             | MJ               | V/D              | GB               |                  |
| ---------------- | ----------------------------------- | ---------------- | ---------------- | ---------------- | ---------------- | ---------------- | ---------------- |
| 1                | z - Jazz de l'Utah*                 | 52               | 20               | 72               | .722             | –                |                  |
| 2                | y - Suns de Phoenix*                | 51               | 21               | 72               | .708             | 1                |                  |
| 3                | x - Nuggets de Denver               | 47               | 25               | 72               | .653             | 5                |                  |
| 4                | x - Clippers de Los Angeles         | 47               | 25               | 72               | .653             | 5                |                  |
| 5                | y - Mavericks de Dallas*            | 42               | 30               | 72               | .583             | 10               |                  |
| 6                | x - Trail Blazers de Portland       | 42               | 30               | 72               | .583             | 10               |                  |
|                  |                                     |                  |                  |                  |                  |                  |                  |
| 7                | x - Lakers de Los Angeles           | 42               | 30               | 72               | .583             | 10               |                  |
| 8                | x - Grizzlies de Memphis            | 38               | 34               | 72               | .528             | 14               |                  |
| 9                | o - Warriors de Golden State        | 39               | 33               | 72               | .542             | 13               |                  |
| 10               | o - Spurs de San Antonio            | 33               | 39               | 72               | .458             | 19               |                  |
|                  |                                     |                  |                  |                  |                  |                  |                  |
| 11               | o - Pelicans de La Nouvelle-Orléans | 31               | 41               | 72               | .431             | 21               |                  |
| 12               | o - Kings de Sacramento             | 31               | 41               | 72               | .431             | 21               |                  |
| 13               | o - Timberwolves du Minnesota       | 23               | 49               | 72               | .319             | 29               |                  |
| 14               | o - Thunder d'Oklahoma City         | 22               | 50               | 72               | .306             | 30               |                  |
| 15               | o - Rockets de Houston              | 17               | 55               | 72               | .236             | 35               |                  |

| Division Sud-Ouest           | V  | D  | MJ | V/D  | GB | Dom   | Ext   | Div |
| ---------------------------- | -- | -- | -- | ---- | -- | ----- | ----- | --- |
| y - Mavericks de Dallas      | 42 | 30 | 72 | .583 | –  | 21–15 | 21–15 | 7–5 |
| x - Grizzlies de Memphis     | 38 | 34 | 72 | .528 | 4  | 18–18 | 20–16 | 6–6 |
| o - Spurs de San Antonio     | 33 | 39 | 72 | .458 | 9  | 14–22 | 19–17 | 6–6 |
| o - Pelicans de Nlle-Orléans | 31 | 41 | 72 | .431 | 11 | 18–18 | 13–23 | 6–6 |
| o - Rockets de Houston       | 17 | 55 | 72 | .236 | 25 | 9–27  | 8–28  | 5–7 |

## Effectif

### Effectif actuel
| Grizzlies de Memphis Effectif en fin de saison régulière       |    |                        |                         |                        |
| Entraîneur : Taylor Jenkins                                    |    |                        |                         |                        |
| Arrière                                                        | 3  | Drapeau des États-Unis | Grayson Allen           | Duke                   |
| Ailier / Ailier fort                                           | 1  | Drapeau des États-Unis | Kyle Anderson           | UCLA                   |
| Arrière                                                        | 22 | Drapeau des États-Unis | Desmond Bane (R)        | TCU                    |
| Arrière / Ailier                                               | 24 | Drapeau du Canada      | Dillon Brooks           | Oregon                 |
| Ailier fort                                                    | 15 | Drapeau du Canada      | Brandon Clarke          | Gonzaga                |
| Meneur                                                         | 10 | Drapeau des États-Unis | Tim Frazier             | Penn State             |
| Ailier fort / Pivot                                            | 13 | Drapeau des États-Unis | Jaren Jackson Jr.       | Michigan State         |
| Meneur                                                         | 21 | Drapeau des États-Unis | Tyus Jones              | Duke                   |
| Arrière                                                        | 46 | Drapeau des États-Unis | John Konchar            | Purdue Fort Wayne (en) |
| Arrière / Ailier                                               | 30 | Drapeau des États-Unis | Sean McDermott (R) (TW) | Butler                 |
| Meneur / Arrière                                               | 0  | Drapeau des États-Unis | De'Anthony Melton       | USC                    |
| Meneur                                                         | 12 | Drapeau des États-Unis | Ja Morant               | Murray State           |
| Ailier fort / Pivot                                            | 11 | Drapeau des États-Unis | Jontay Porter (R)       | Missouri               |
| Ailier fort / Pivot                                            | 35 | Drapeau de la France   | Killian Tillie (R) (TW) | Gonzaga                |
| Ailier fort / Pivot                                            | 2  | Drapeau des États-Unis | Xavier Tillman (R)      | Michigan State         |
| Pivot                                                          | 17 | Drapeau de la Lituanie | Jonas Valančiūnas       | Lietuvos rytas         |
| Ailier / Ailier fort                                           | 7  | Drapeau des États-Unis | Justise Winslow         | Duke                   |
| (C) - Capitaine, (R) - Rookie, (TW) - Two-way contract, Blessé |    |                        |                         |                        |
|                                                                |    |                        |                         |                        |

## Transactions

### Joueurs qui re-signent
| Date       | Joueur            | Contrat                                                  |
| ---------- | ----------------- | -------------------------------------------------------- |
| 22/11/2020 | John Konchar      | Contrat partiellement garanti de 9 000 000 $ sur 4 ans.  |
| 22/11/2020 | De'Anthony Melton | Contrat partiellement garanti de 34 627 688 $ sur 4 ans. |
| 22/11/2020 | Jontay Porter     | Contrat partiellement garanti de 5 850 000 $ sur 3 ans.  |

### Options dans les contrats
| Date       | Joueur            | Option                                                                       |
| ---------- | ----------------- | ---------------------------------------------------------------------------- |
| 19/11/2020 | Jontay Porter     | Memphis décline son option d'équipe de 1 517 981 $ pour la saison 2020-2021. |
| 16/12/2020 | Grayson Allen     | Memphis active son option d'équipe de 4 054 695 $ pour la saison 2021-2022.  |
| 16/12/2020 | Brandon Clarke    | Memphis active son option d'équipe de 2 726 880 $ pour la saison 2021-2022.  |
| 16/12/2020 | Jaren Jackson Jr. | Memphis active son option d'équipe de 9 180 560 $ pour la saison 2021-2022.  |
| 16/12/2020 | Ja Morant         | Memphis active son option d'équipe de 9 603 360 $ pour la saison 2021-2022.  |

### Échanges
| Novembre    | Novembre | Novembre                                                                                                 | Novembre |
| ----------- | --- | --- | -------- |
| 19 novembre | Vers les Grizzlies de Memphis - Droits sur Xavier Tillman (#35)                                                                                     | Vers les Kings de Sacramento - Droits sur Robert Woodard II (#40) - Second tour de draft 2022            | [ 15 ]   |
| 20 novembre | Échange à trois équipes | Échange à trois équipes                                                                                  | [ 16 ]   |
| 20 novembre | Vers les Grizzlies de Memphis - Mario Hezonja (Des Trail Blazers) - Droits sur Desmond Bane (#30) (Des Celtics)                                     | Vers les Trail Blazers de Portland - Enes Kanter (Des Celtics) - Compensation financière (Des Grizzlies) | [ 16 ]   |
| 20 novembre | Vers les Celtics de Boston - Second tour de draft 2023 (Des Grizzlies) - Second tour de draft 2025 (Des Grizzlies) - Trade Exception de 4 767 000 $ | | [ 16 ]   |

### Arrivées

#### Draft
| Date       | Joueur               | Provenance                        |
| ---------- | -------------------- | --------------------------------- |
| 25/11/2020 | Desmond Bane (#30)   | Horned Frogs de TCU (NCAA)        |
| 01/12/2020 | Xavier Tillman (#35) | Spartans de Michigan State (NCAA) |

#### Agents libres
|  | Joueur ayant signé un contrat non-garanti, pour intégrer les camps d'entraînement de l'équipe. |

| Date       | Joueur            | Provenance                                  | Contrat                                          |
| ---------- | ----------------- | ------------------------------------------- | ------------------------------------------------ |
| 28/11/2020 | Jahlil Tripp      | Tigers du Pacifique (NCAA)                  | Contrat non-garanti de 898 310 $ sur 1 an.       |
| 11/12/2020 | Ahmad Caver       | Hustle de Memphis (NBA G-League)            | Contrat non-garanti de 898 310 $ sur 1 an.       |
| 15/12/2020 | Bennie Boatwright | Hustle de Memphis (NBA G-League)            | Contrat non-garanti de 898 310 $ sur 1 an.       |
| 15/12/2020 | Zhaire Smith      | Pistons de Détroit                          | Contrat non-garanti de 1 620 564 $ sur 1 an.     |
| 16/12/2020 | Shaq Buchanan     | Hustle de Memphis (NBA G-League)            | Contrat non-garanti de 898 310 $ sur 1 an.       |
| 16/12/2020 | Christian Vital   | Huskies d'UConn (NCAA)                      | Contrat non-garanti de 898 310 $ sur 1 an.       |
| 24/04/2021 | Tim Frazier       | Grizzlies de Memphis (Contrats de 10 jours) | Contrat de 296 616 $ pour le reste de la saison. |

#### Two-way contracts
| Date       | Joueur         | Provenance                 |
| ---------- | -------------- | -------------------------- |
| 24/11/2020 | Sean McDermott | Bulldogs de Butler (NCAA)  |
| 24/11/2020 | Killian Tillie | Bulldogs de Gonzaga (NCAA) |

#### Contrat de 10 jours
| Date       | Joueur      | Provenance                  |
| ---------- | ----------- | --------------------------- |
| 04/01/2021 | Tim Frazier | Pistons de Détroit          |
| 14/04/2021 | Tim Frazier | Second contrat de 10 jours. |

### Départs

#### Agents libres
| Date       | Joueur                    | Nouvelle équipe ¹  |
| ---------- | ------------------------- | ------------------ |
| 01/12/2020 | Josh Jackson              | Pistons de Détroit |
| 18/12/2020 | Marko Gudurić             | Fenerbahçe SK      |
| 20/12/2020 | Yuta Watanabe (Restreint) | Raptors de Toronto |

#### Joueurs coupés
|  | Joueurs non conservés après les camps d'entraînements de l'équipe. |

| Date       | Joueur            |
| ---------- | ----------------- |
| 11/12/2020 | Mario Hezonja     |
| 15/12/2020 | Marko Gudurić     |
| 15/12/2020 | Jahlil Tripp      |
| 16/12/2020 | Zhaire Smith      |
| 16/12/2020 | Christian Vital   |
| 19/12/2020 | Bennie Boatwright |
| 19/12/2020 | Shaq Buchanan     |
| 19/12/2020 | Ahmad Caver       |
| 26/03/2021 | Gorgui Dieng      |